# Navi (band)
Navi is een Wit-Russische band.

## Biografie
De groep werd in 2013 opgericht in Minsk, en bracht een jaar later een eerste album uit. Navi brengt enkel nummers in het Wit-Russisch. In 2016 nam de groep deel aan de Wit-Russische preselectie voor het Eurovisiesongfestival. Met Heta ziamlia werd een vierde plek behaald. Een jaar later was Navi wederom van de partij. Met Historyja majho žyccia won de groep de preselectie, waardoor ze Wit-Rusland mocht vertegenwoordigen op het Eurovisiesongfestival 2017. Tijdens het songfestival werd het nummer in de tweede halve finale volledig vertolkt in het Wit-Russisch, de titel van het nummer werd echter gewijzigd in de Engelse vertaling van de Wit-Russische titel: Story of my life. De band haalde er de finale en eindigde daar op de 17de plaats.
2004: Aleksandra & Konstantin · 
2005: Angelika Agoerbasj · 
2006: Polina Smolova · 
2007: Dmitri Koldoen · 
2008: Roeslan Alechno · 
2009: Pjotr Elfimov · 
2010: 3+2 · 
2011: Anastasia Vinnikova · 
2012: Litesound · 
2013: Aljona Lanskaja · 
2014: Teo · 
2015: Uzari & Maimuna · 
2016: Ivan · 
2017: Navi · 
2018: Alekseev · 
2019: ZENA